# Patrice Favaro
 (août 2009).
Si vous disposez d'ouvrages ou d'articles de référence ou si vous connaissez des sites web de qualité traitant du thème abordé ici, merci de compléter l'article en donnant les références utiles à sa vérifiabilité et en les liant à la section « Notes et références ».
Pour les articles homonymes, voir Favaro.
Patrice Favaro, né le 4 septembre 1953 à Nice, est un écrivain voyageur.

## Biographie
Après avoir fait des études de journalisme  il se consacre durant plusieurs années à la création musicale et à la lutherie.
Il cofonde le groupe Mont-Jòia.
En 1978 il crée avec Françoise Malaval le Théâtre de la Foire, et en 1982 La Fiera Théâtre théâtre ambulant.
Après une première publication concernant une méthode d'apprentissage du théâtre pour les enfants, il publie son premier roman pour la jeunesse Le secret du maître luthier en 1997. Depuis, il se consacre à l'écriture pour les enfants, la jeunesse ou les adultes.
Patrice Favaro a commencé à voyager pour créer des spectacles à travers toute l’Europe, la Turquie, le Maghreb. Ensuite, pour écrire romans, contes et albums, il a rencontré l’Asie : d’abord l’Inde, l’Himalaya, dans les camps de réfugiés tibétains; puis le sud du sous-continent indien, le Sri Lanka, la Birmanie, la Thaïlande, le Laos. Ce qu'il y a cherché, ce qu’il y cherche encore ? La perte de repères, de certitudes trop ancrées, le désir d’aller voir par soi-même, de franchir la ligne de crête pour découvrir l’Autre et l’Ailleurs et témoigner.
Depuis près de 25 ans, Patrice Favaro partage son temps principalement entre la France et l’Asie.
Son roman Mahout, fait découvrir au lecteur l’Inde contemporaine à travers les aventures de Sid, le jeune narrateur de 13 ans issu d’une famille très pauvre et vendu à Ashraf, un riche propriétaire d’éléphants dont le camp est installé dans les faubourgs de Bengaluru, la ville tentaculaire que l’on appelle aussi Electronic City. Sid devient donc apprenti aux côtés des dresseurs d’éléphants, les mahouts. Mais ceux-ci maltraitent les pachydermes et Sid rêve de s’enfuir loin de ce monde où on violente les animaux dans le seul but de générer du profit.

## Œuvres

### Littérature générale - Romans
- On ne meurt pas, on est tué, Paris, Denoël, coll. « Format utile », 14 mars 2001, 128 p., 11,5 x 20,5 cm (ISBN 978-2-207-25195-9) réédité en 2004 chez Gallimard Jeunesse, collection « Scripto »  (ISBN 978-2-07-055965-7)

- Prix Sésame 2002, Prix Odyssée des lecteurs 2002, prix “Attention talent” FNAC juin 2001, ouvrage traduit en catalan
- Le Sang des mouches, Paris, Denoël, 20 mars 2003, 168 p., 20,5 x 14 cm (ISBN 978-2-207-25392-2)
- Voyage au-delà du par-delà (ill. linogravures de Françoise Malaval), Baume-les-Dames, Æncrages & Co, 7 octobre 2013 (ISBN 978-2-35439-060-0)

### Romans jeunesse
- Le Secret du maître luthier, Livre de Poche Jeunesse 97, réédition 2002, 2008,
- Le Solitaire des Salicornes, Albin Michel jeunesse, coll. «Le Furet 99», (ouvrage épuisé)
- L’Inde de Naïta, Thierry Magnier, 99, réédition 2003
- Une si rouge poussière, coédition Syros-Amnesty International, 2004, (ouvrage épuisé)

- Montpellier, sélection prix Gayant Lecture Douai 06, sélection Prix des collégiens de Haute-Savoie 06, sélection prix Goya 06
- Sélection Prix Incorruptibles 05/06, sélection prix des Lycées professionnels du Haut-Rhin 05, sélection Prix Ados 05, sélection Adolivres 05 CRDP
- L’Étoile de L’Himalaya, Thierry Magnier 98, réédition 2004
- Aujourd’hui en Inde, documentaire-fiction, collection « Le journal d’un enfant», Gallimard, Jeunesse. Illustrations Florent Silloray et Charlotte Gastaut, 2006, ouvrage traduit en espagnol
- Mahout, Thierry Magnier, 2010
- Tina, Simon, Rachid et la politique, la vraie, coécrit avec Philippe Godard, illustrations Julien Cordier, Actes Sud Junior 2011, prix Gragnotte Narbonne 2012
- Ombres et Petite-Lumière, éditions Belin, roman jeunesse illustré, collection Terres insolites, illustrations Françoise Malaval, septembre 2013
- Du sable entre tes doigts, éditions Le Muscadier, collection, Place du marché, roman jeunesse, octobre 2013
- Une frontière, éditions Le Muscadier, collection, Place du marché, roman jeunesse, février 2015

### Romans premières lectures
- Le Chat qui monte au ciel, illustrations. F. Rébéna, Nathan, 2002, (ouvrage épuisé)
- Un Beau Jour pour être riche, illustrations. R.Perrin, Nathan, demi-lune, 2004, réédition 2013, Liste officielle de l'Éducation nationale pour le Cycle III
- La fille du loup, éditions Thierry Magnier, collection Petite Poche, 2013
- Les oreilles de Sigismond, éditions Thierry Magnier, collection Petite Poche, 2014

### Albums
- Maman me fait un toit, cosigné et illustré par Françoise Malaval, Syros, 2001, (ouvrage épuisé)
- Princesse laque, cosigné  et illustré par Françoise Malaval, album, éditions «Syros-Amnesty International», 2005, Sélection prix des Incorruptibles 2006/2007, sélection 2007 prix de la Citoyenneté, sélection 2007 Prix de Nevers, ouvrage traduit en coréen, arabe, catalan, espagnol
- Ammi, cosigné  et illustré par Françoise Malaval, éditions Massala, 2009
- La Grande Légende de Rama et Sita, d'après le Ramayana, illustrations Véronique Joffre, éditions Rue du Monde, 2010
- La Faim de l’ogre, éditions Vents d’Ailleurs, album-livre d’art, illustré par Françoise Malaval, novembre 2013

### Contes
- Un mot de travers, illustrations. Nicole Claveloux, Bayard Presse 93
- À tes souhaits, Grantarin !  Toboggan, Milan Presse, 2000
- Mahakapi, le singe roi, illustrations M. Kerba, Albin Michel Jeunesse, 2001, Prix de la ville du Touquet 2001
- Hou ! l’éléphant, CD audio de l’album Èléphant et Cie de Françoise Malaval, musique de M. Montoyat, Le Sablier, 2002
- Sagesses et malices de Birbal, illustrations. A. Ballester, Albin Michel Jeunesse, 2002, ouvrage traduit en espagnol

- prix spécial “sájese populaire” 2006 du Jury des Bibliothécaires de la Banque du Livre IBBY du Venezuela.

### Théâtre
- En scène!, illustrations. Richard Flood, Casterman 94 (ouvrage épuisé)
- Tristouillet, roi de Chagrinie, Flammarion, avril 2001
- Le Grand Livre de petits spectacles, cosigné avec Françoise Malaval, illustrations. T Ramaekers, Casterman, 2002, réédition 2007, ouvrage traduit en néerlandais

### Nouvelles pour adultes et Jeunesse
- « Un instant passager, Noëls à Marseille », ouvrage collectif,« Rouge Safran », 2001
- « Le Sonneur des Hautes terres », revue Harfang N° 16, novembre 99
- « Impensable! » dans Pourquoi la Guerre de P. Andrieu, Autrement junior 2003, ouvrage traduit en italien et en espagnol
- « Le Syndrome de Little », dans Qu’est-ce qu’il a ? Le Handicap. De V. Rubio, Autrement Junior 2002, ouvrage traduit en espagnol
- « Coup de mer », dans 25 jours en mer, ouvrage collectif, «Zazimut». Fleurus, 2001
- « Les vraies vacances de Noël », dans Pères Noëls à Marseille, gravure de Françoise Malaval, collectif, «Rouge Safran», 2001
- Le Queyras, collection Pour l'amour de, Éditions Magellan & Cie, 2017

### Articles récents
- « Regard sur le livre jeunesse en Inde », dans revue Lignes d’écriture N° 17, 2000
- « Amers», dans Patrimoine du XXe siècle: Drac Provence, 2000
- « Sur les pas de Meena », dans revue Citrouille, 2001
- « Carnet de Voyage en Inde », dans Citrouille.net 2004, illustrations et photos : F. Malaval
- « Le Poids des mots, voyage en Nouvelle-Calédonie », dans Citrouille, 2005
- « Je n’irai pas jouer de la flûte à Hamelin », dans Citrouille novembre 2006
- « Le Livre de jeunesse en Inde »,dans La revue du Livre pour enfants N°233, 2007
- « Voyager, une aventure à hauteur d'homme», dans Cahiers du CRILJN° 3 novembre 2011: Littérature du grand large: aventures et voyages
- " Grand écart" écritures croisées avec Franck Pavloff dans le N°41 de la revue Dazibao, 2014